# Mattstetten
Mattstetten – gmina (niem. Einwohnergemeinde) w Szwajcarii, w kantonie Berno, w regionie administracyjnym Bern-Mittelland, w okręgu Bern-Mittelland. Graniczy z gminami Bäriswil, Bolligen, Hindelbank, Jegenstorf, Krauchthal, Münchringen oraz Urtenen-Schönbühl.

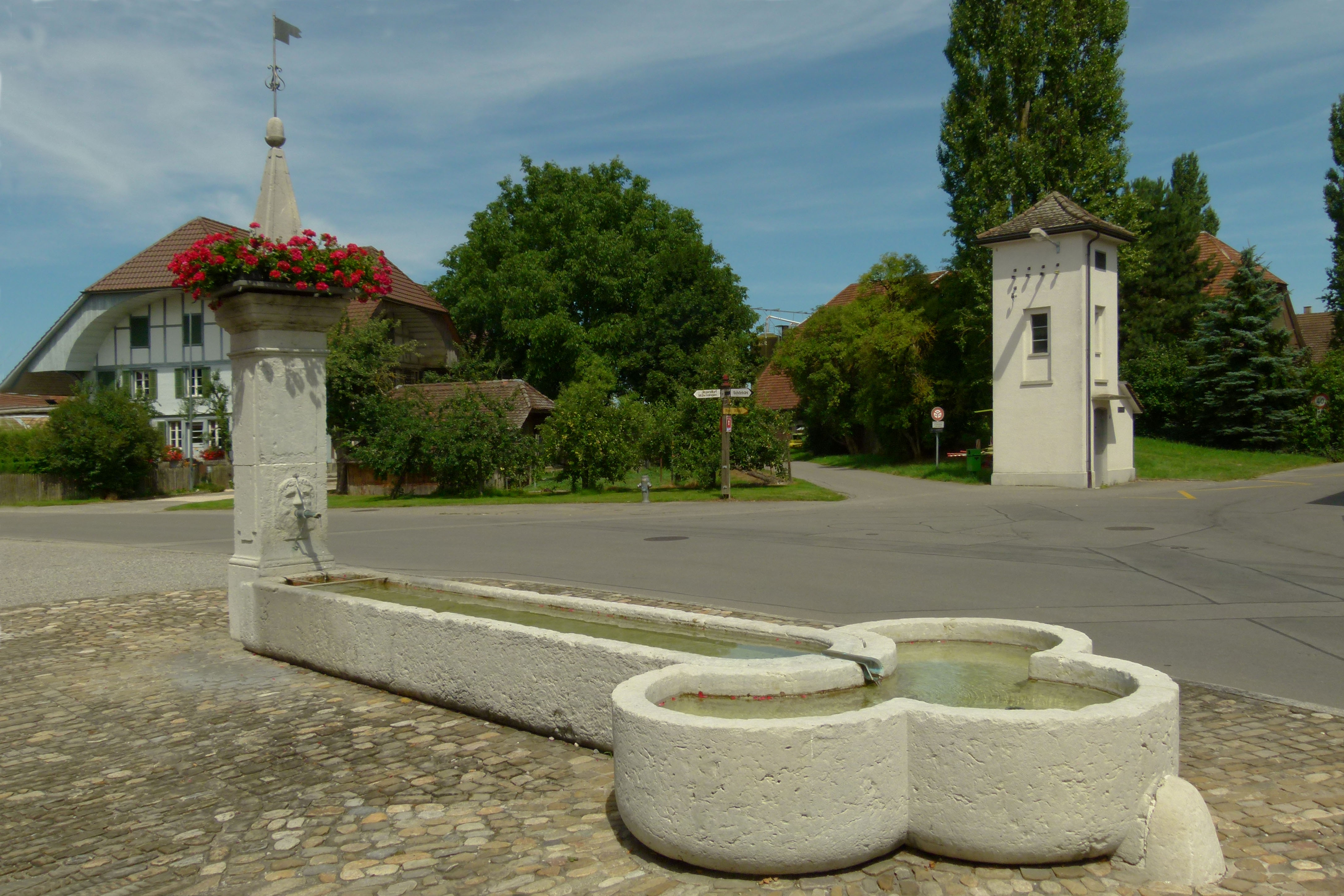
Fontanna w Mattstetten

Miejscowość Mattstetten została po raz pierwszy wspomniane w 1201 roku jako Mahtsteten. Jako gmina Mattstetten po raz pierwszy została wspomniana w dokumentach w XIV wieku.
Gmina jest zlokalizowana w dolinie rzeki Urtene na Wyżynie Szwajcarskiej.

## Demografia

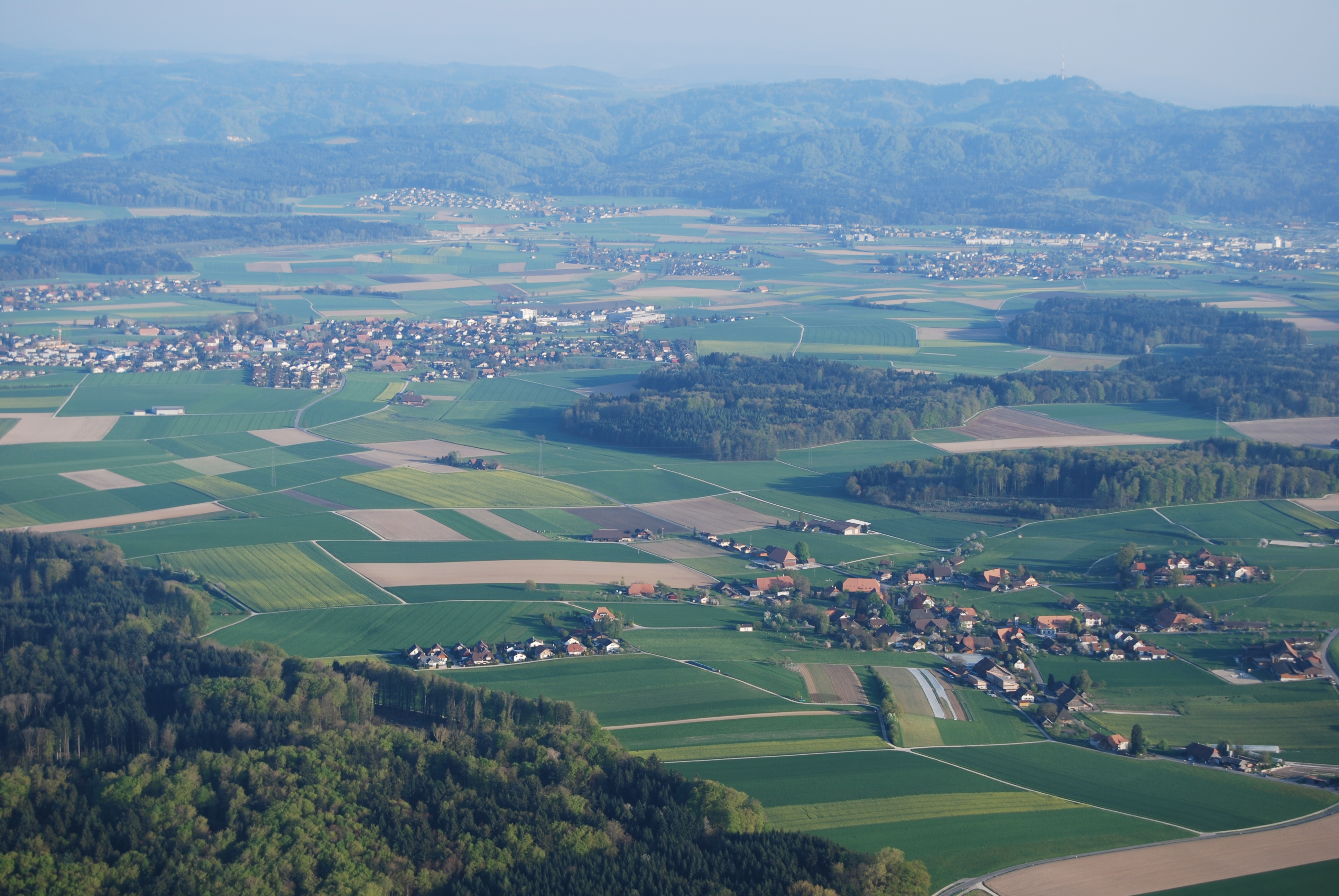
Widok z lotu ptaka na Mattstetten

W Mattstetten 31 grudnia 2020 roku mieszkało 580 osób. W 2020 roku 2,9% populacji gminy stanowiły osoby urodzone poza Szwajcarią.
W 2000 roku 97,1% populacji mówiło w języku niemieckim, 0,7% w języku francuskim, a 0,5% w języku niderlandzkim.
Zmiany w liczbie ludności są przedstawione na poniższym wykresie:

## Transport
Przez teren gminy przebiega autostrada A1 oraz droga główna nr 1.